# Franz Gürtner
Franz Gürtner (Regensburg, 1881. augusztus 26. – Berlin, 1941. január 29.) német jogász, 1932-től 1941-ig a Német Birodalom igazságügy-minisztere.

## Élete
Regensburgban született. Apja, Franz Gürtner, mozdonyvezető volt; anyja, Maria Weinzierl. Gürtner a regensburgi Neues Gymnasiumban érettségizett, majd 1900-tól 1904-ig a Lajos–Miksa Egyetemen jogot hallgatott. 1908-ban szakvizsgázott, majd – miután rövid ideig a privát szektorban dolgozott – a bajor igazságügy-minisztériumban áll szolgálatba. 
Az első világháború alatt a nyugati fronton és a Közel-Keleten szolgált. 1919-ben századosként szerelt le. 
Ezután visszatért a bajor igazságügy-minisztériumba, ahol gyors karriert futott be, és 1922-ben bajor igazságügy-miniszter lett. 
Tíz évvel később, 1932. június 2-án Franz von Papen kormányában kapott birodalmi igazságügy-miniszteri megbízást. A nemzetiszocialista hatalomátvétel után Hitler megtartotta pozíciójában, sőt 1934 júniusától a poroszországi igazságügy-miniszteri tisztséget is betöltötte, egészen 1935. április 1-jéig, az igazságügy összbirodalmi szintű központosításáig.
1941. január 29-én bekövetkezett haláláig a birodalmi igazságügy-miniszteri pozícióban maradt.

## Családja
1920-ban, Münchenben házasodott össze Luise Stoffellel. A házasságból három fiúgyermek született.